# تقی‌لار (کلبجر)
تقی‌لار (به لاتین: Tağılar) یک منطقهٔ مسکونی در جمهوری آذربایجان است که در شهرستان کلبجر واقع شده‌است.